# Dahabshiil
Dahabshiil est une entreprise de transfert de fonds, fondée dans le Somaliland. Son siège social est situé à Dubaï.